# Mariel Hemingway
Pour les articles homonymes, voir Mariel et Hemingway (homonymie).
Mariel  Hemingway, de son vrai nom Mariel Hadley Hemingway, est une actrice américaine née le 22 novembre 1961 à Mill Valley en Californie.

## Biographie
Mariel Hemingway est la fille de Jack Hemingway, lui-même fils d'Ernest Hemingway, et la sœur cadette de Margaux Hemingway.
Elle passe son enfance à Ketchum, Idaho, où son père avait une ferme, et où son grand-père Ernest venait passer du temps pour écrire et faire du sport. Ernest et Margaux Hemingway sont tous deux enterrés au cimetière de Ketchum. Elle a par la suite habité à New York et Los Angeles.
Son premier rôle est celui de la petite sœur de Chris (tenu par Margaux) dans Viol et Châtiment (Lipstick). Le film reçoit des critiques mitigées, mais Mariel est remarquée pour son jeu, et est nommée révélation féminine de l'année aux Golden Globes 1977.     
Son rôle le plus fameux est sans doute celui de Tracy, une lycéenne dans Manhattan de Woody Allen. N'ayant alors que dix-sept ans, elle est nommée aux Oscars 1980 comme meilleure actrice dans un second rôle.
En 1982, elle joue une athlète bisexuelle dans Personal Best avec des scènes lesbiennes assez osées. C'est l'occasion de la couverture et d'un pictorial dans Playboy d'avril. Elle réitère ce genre de rôle, notamment dans la sitcom Roseanne et dans un épisode de Preuve à l'appui (Crossing Jordan).
En 1983, dans le film de Bob Fosse, Star 80, elle incarne Dorothy Stratten, playmate de Playboy en août 1979, tuée par son compagnon jaloux. Elle pose à nouveau pour Playboy en réincarnation de Dorothy Stratten.
Mariel Hemingway épouse le scénariste et réalisateur Stephen Crisman le 9 décembre 1984. Ils ont deux filles : Dree (née en 1987) et Langley (née en 1989).

## Filmographie

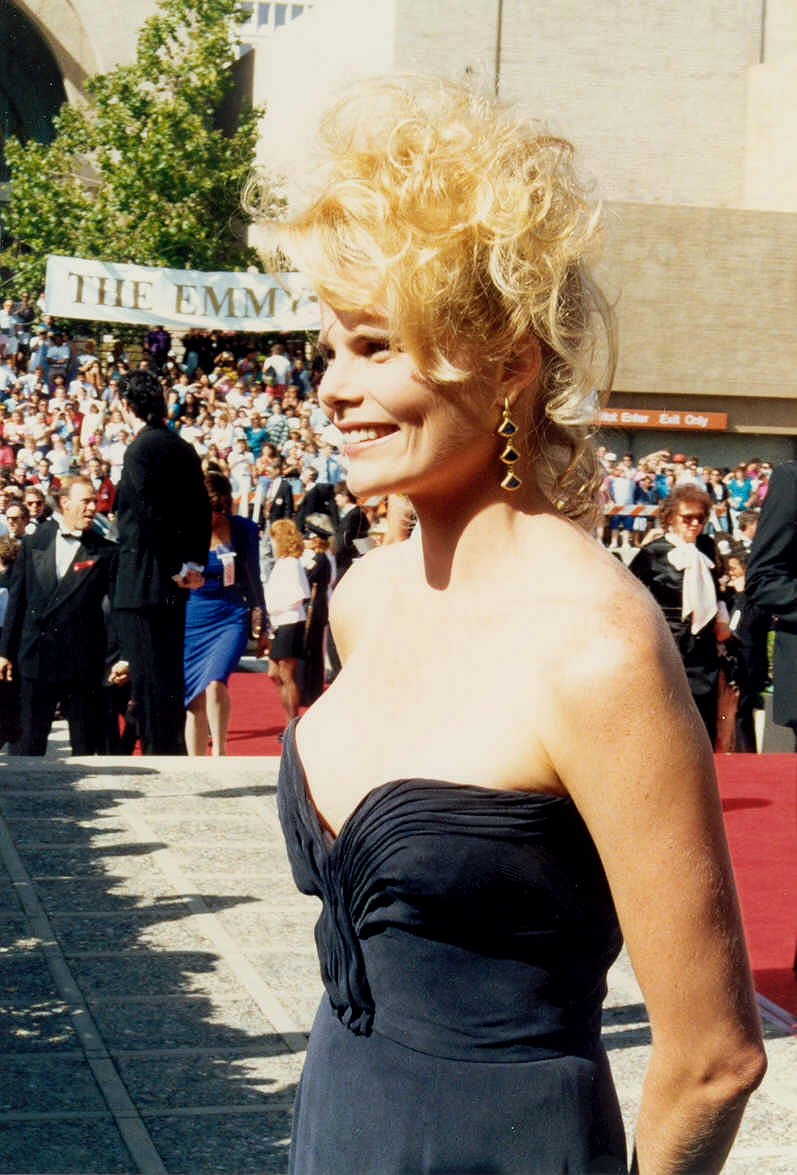
Mariel Hemingway (1992)

### Cinéma
- 1976 : Viol et Châtiment (Lipstick) : Kathy McCormick
- 1979 : Manhattan de Woody Allen : Tracy
- 1982 : Personal Best : Chris Cahill
- 1983 : Star 80 de Bob Fosse : Dorothy Stratten
- 1985 : Un été pourri : Christine Connelly
- 1985 : Creator : Meli
- 1987 : Superman 4 : Lacy Warfield
- 1988 : Meurtre à Hollywood : Cheryl King
- 1988 : The Suicide Club : Sasha Michaels
- 1991 : Un crime dans la tête : Janet Dubois / Louise
- 1992 : Falling from Grace : Alice Parks
- 1995 : Killer Lady :
- 1996 : Pleine lune : Janet
- 1997 : Harry dans tous ses états de Woody Allen : Beth Kramer
- 1997 : Road Ends : Kat
- 1999 : The Sex Monster : Laura Barnes
- 2000 : Manipulations : Cynthia Charlton Lee
- 2001 : Perfume : Leese Hotton
- 2001 : Londinium de Mike Binder
- 2006 : Air Force Two : dans les mains des rebelles (In Her Line of Fire) : Delaney
- 2008 : The Golden Boys (en) : Martha Snow
- 2009 : My Suicide : Charlotte Silver
- 2010 : Ay Lav Yu (en) : Pamela
- 2012 : Rise of the Zombies : Lynn Snyder
- 2013 : Man Camp
- 2014 : Lap Dance : Tante Billie
- 2015 : Papa Hemingway in Cuba : L'invitée
- 2019 : The Wall of Mexico : Ann Mason
- 2021 : Grace and Grit : Chris
- 2022 : On Sacred Ground : Marion

### Télévision
- 1976 : Laissez-moi mon enfant (I Want to Keep My Baby) : Sue Ann Cunningham
- 1987 : Amerika : Kimberly Ballard
- 1991 : Les Contes de la crypte (série télévisée) : Miranda Singer
- 1991 : Guerres privées : Sydney Guilford
- 1993 : La Véritable Histoire de Cathy Mahone (Desperate Rescue: The Cathy Mahone Story) : Cathy Mahone
- 1993 : La Chambre secrète (série télévisée) : Jane Stark
- 1995 : Saturday Night Live (série télévisée)
- 1995 : Central Park West (série télévisée) : Stephanie Wells (huit épisodes)
- 1995 : Roseanne (série télévisée) : Sharon
- 1996 : Esprit maléfique (téléfilm)
- 1999 : Garde rapprochée (en) (First Daughter) : Alex McGregor
- 2000 : Woody Allen: la vida y nada más
- 2002 : Warning: Parental Advisory (en) : Tipper Gore
- 2002 : Preuve à l'appui (série télévisée) Lisa Fromer
- 2002 : La Plus Haute Cible (téléfilm) : Alex McGregor
- 2005 : See Arnold Run : Maria Shriver Schwarzenegger
- 2007 : New York, police judiciaire (Law & Order) : Ashley Jones (saison 17, épisode 11)
- 2009 : Eleventh Hour : Mary Jo (saison 1, épisode 16)
- 2015 : The Prince : Beverly
- 2016 : Finding Fortune : Madison

## Distinctions

### Nominations
- Golden Globes 1977 : révélation féminine de l'année pour Viol et Châtiment
- BAFTA Awards 1980 : Meilleure actrice dans un second rôle pour Manhattan
- Oscars 1980 :  Meilleure actrice dans un second rôle pour Manhattan
- Young Artist Awards 1980 : Meilleure jeune actrice pour Manhattan
- Razzie Awards 1988 : Pire actrice dans un second rôle pour Superman 4
- Razzie Awards 1989 : Pire actrice dans un second rôle pour Meurtre à Hollywood
- Golden Globes 1993 : Meilleure actrice dans un second rôle dans une série, une mini-série ou un téléfilm pour Guerres privées

## Voix françaises
- Dorothée Jemma dans :
  - Star 80 (1983)
  - Superman 4 (1987)

- Béatrice Bruno dans Manhattan (1979)
- Maïk Darah dans Un été pourri (1985)
- Martine Irzenski dans Un crime dans la tête (1991)
- Anne Jolivet dans Central Park West (1995)